# Raparna sordida
Raparna sordida là một loài bướm đêm trong họ Noctuidae.